# Lydiate
Lydiate – wieś w Anglii, w hrabstwie ceremonialnym Merseyside, w dystrykcie metropolitalnym Sefton. Leży 16 km na północ od centrum Liverpool i 296 km na północny zachód od Londynu. W 2001 miejscowość liczyła 6672 mieszkańców.